# Bosereprijs
Bosereprijs (Veronica montana) is een vaste plant die behoort tot de weegbreefamilie (Plantaginaceae).

## Determinatie
De plant wordt 10–45 cm hoog en heeft liggende of opstijgende, behaarde stengels, die vaak aan de voet wortels vormen. De aan beide zijden verspreid behaarde, 2,0–3,5 cm lange, grofgetande bladeren zijn rondachtig tot eirond en hebben een (5–)7–15 mm lange bladsteel.
Bosereprijs bloeit van mei tot juli. De bloeiwijze is een ijle, armbloemige tros met 2–7, 1 cm grote bloemen. De bloemkroon is bleekblauw tot lila van kleur en duidelijk donker geaderd. De kelk bestaat uit vier slippen. Aan de voet van de bloem zit een klein schutblad.
De sterk afgeplatte, met klierharen bezette vrucht is een elliptische tot niervormige, 4–6 × 7–8 mm grote doosvrucht. De zaden bezitten een mierenbroodje en worden daardoor verspreid door mieren.

## Ecologie
De soort komt voor op vochtige, eutrofe gronden langs beken en paden in loofbossen.

### Syntaxonomie
Bosereprijs staat te boek als zwakke kensoort voor het essenbronbos.

## Verspreiding
Het verspreidingsgebied van bosereprijs omvat Europa en Noord-Afrika.

## Namen in andere talen
- Duits: Berg-Ehrenpreis
- Engels: Wood speedwell, Mountain Speedwell
- Frans: Véronique des montagnes